# Craugastor berkenbuschii
Craugastor berkenbuschii är en groddjursart som först beskrevs av Peters 1870.  Craugastor berkenbuschii ingår i släktet Craugastor och familjen Craugastoridae. IUCN kategoriserar arten globalt som nära hotad. Inga underarter finns listade i Catalogue of Life.